# تانامارینا (واواتنینا)
تانامارینا (به لاتین: Tanamarina) یک منطقهٔ مسکونی در ماداگاسکار است که در آنالانجیروفو واقع شده‌است. تانامارینا ۸٬۵۶۴ نفر جمعیت دارد و ۱۲۵ متر بالاتر از سطح دریا واقع شده‌است.